# Sit cuallarg de la pampa
El sit cuallarg de la pampa (Embernagra platensis) és un ocell de la família dels tràupid (Thraupidae).

## Hàbitat i distribució
Habita zones empantanegades, herba i arbustos baixos de Bolívia, oest i est de Paraguai, nord de l'Argentina, sud-est del Brasil i Uruguai.